# IC 1776
IC 1776 ist eine Balken-Spiralgalaxie vom Hubble-Typ SBcd im Sternbild Fische auf der Ekliptik. Sie ist schätzungsweise 155 Millionen Lichtjahre von der Milchstraße entfernt.
Das Objekt wurde am 21. Dezember 1903 von Stéphane Javelle entdeckt.